# لوسیا گارسیا

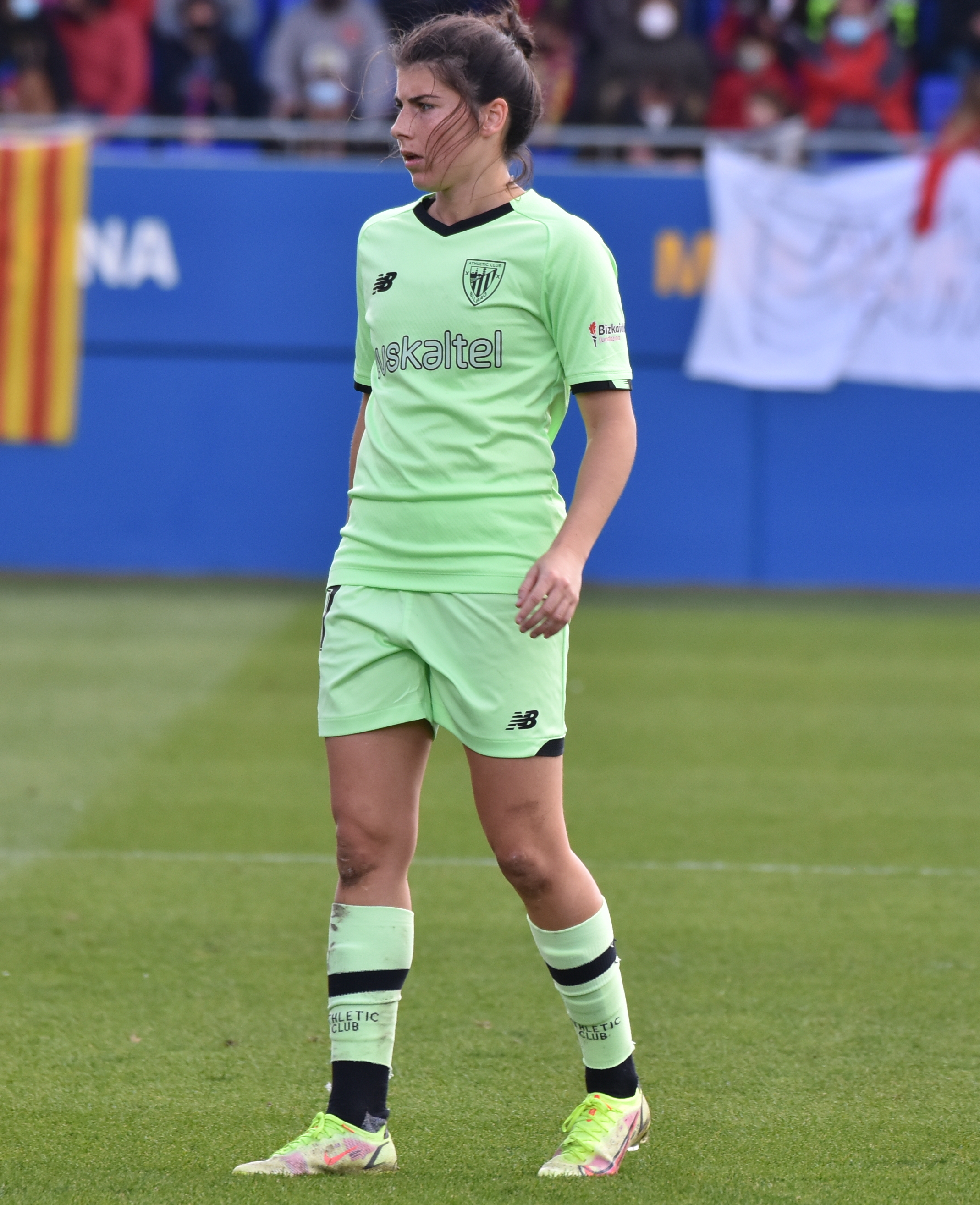
لوسیا گارسیا در فصل ۲۰۲۱-۲۰۲۲

لوسیا گارسیا (انگلیسی: Lucía García؛ زادهٔ ۱۴ ژوئیهٔ ۱۹۹۸) بازیکن فوتبال اهل اسپانیا است.
از باشگاه‌هایی که در آن بازی کرده‌است می‌توان به باشگاه فوتبال اتلتیک بیلبائو و منچستر یونایتد اشاره کرد.
وی همچنین در تیم‌های ملی فوتبال Spain women's national under-17 football team, Spain women's national under-19 football team, Spain women's national under-20 football team، و زنان اسپانیا بازی کرده‌است.